# Sant Vicenç de Torelló
Sant Vicenç de Torelló är en kommun i Spanien.   Den ligger i provinsen Província de Barcelona och regionen Katalonien, i den östra delen av landet, 500 km öster om huvudstaden Madrid. Antalet invånare är 2 029. Arean är 6,6 kvadratkilometer. Sant Vicenç de Torelló gränsar till Orís, Sant Pere de Torelló och Torelló. 
Terrängen i Sant Vicenç de Torelló är platt åt sydost, men åt nordväst är den kuperad.